# Juan Barrera
Juan Ramón Barrera Pérez (ur. 2 maja 1989 w Ocotal) – nikaraguański piłkarz występujący na pozycji skrzydłowego lub pomocnika. Zawodnik klubu Managua FC. Kapitan reprezentacji Nikaragui. Posiada również obywatelstwo gwatemalskie.

## Kariera klubowa
Barrera karierę rozpoczynał w 2005 roku w Realu Estelí. W 2006 roku odszedł do drużyny Villa Austria. Spędził tam rok. W 2008 roku trafił do Deportivo Walter Ferretti. W sezonach 2009/2010 oraz 2010/2011 wywalczył z nim mistrzostwo fazy Apertura.
W 2011 roku Barrera odszedł do panamskiego klubu Tauro FC. W sezonie 2011/2012 wywalczył z nim mistrzostwo fazy Clausura. W 2012 roku ponownie został graczem Realu Estelí.
Później grał w wielu klubach, m.in. Rheindorf Altach, Comunicaciones FC, Metropolitanos FC, Boyacá Chicó czy CSD Municipal. W 2019 roku powrócił do Realu Estelí.

## Kariera reprezentacyjna
W reprezentacji Nikaragui Barrera zadebiutował w 2009 roku. W tym samym roku został powołany do kadry na Złoty Puchar CONCACAF. Zagrał na nim w meczach z Meksykiem (0:2), Gwadelupą (0:2) oraz Panamą (0:4), a Nikaragua zakończyła turniej na fazie grupowej. Wystąpił również na Złotym Pucharze CONCACAF 2017 i 2019. Obecnie jest kapitanem swojej reprezentacji.